# Vetenskapsradion Historia
Vetenskapsradion Historia är Sveriges Radios populärvetenskapliga program om historia och arkeologi med underrubriken Vi är där historien är. Programledare och producent är Tobias Svanelid. 
Programmet sänds i Sveriges Radio P1, sedan januari 2000 på tisdagseftermiddagar med repris på onsdagskvällar. Ämnen som tas upp inkluderar historia, arkeologi, osteologi, religionshistoria och idéhistoria. Det produceras av Produktionsbolaget Prata.